# Hệ thống xử lý dữ liệu
Một hệ thống xử lý dữ liệu là sự kết hợp giữa máy móc, con người và các quá trình cho một bộ đầu vào tạo ra một tập các kết quả xác định. Các đầu vào và đầu ra được hiểu là dữ liệu, sự kiện, thông tin,... tùy thuộc vào mối quan hệ của người phiên dịch đối với hệ thống. Thuật ngữ đồng nghĩa phổ biến là " hệ thống thông tin ".
Hệ thống xử lý dữ liệu có thể liên quan đến một số sự kết hợp của:Chuyển đổi dữ liệu sang định dạng khác, xác nhận - Đảm bảo dữ liệu được cung cấp là sạch, đúng và hữu ích, phân loại - sắp xếp các mục theo một dãy và/hoặc trong các bộ khác nhau, tóm tắt - giảm dữ liệu chi tiết đến các điểm chính của nó, tập hợp - kết hợp nhiều mẩu dữ liệu, phân tích -thu thập, tổ chức, phân tích, diễn giải và trình bày dữ liệu, báo cáo - liệt kê chi tiết hoặc dữ liệu tóm tắt hoặc thông tin tính, một ví dụ rất đơn giản của một hệ thống xử lý dữ liệu là quá trình duy trì một sổ đăng ký kiểm tra, các giao dịch - séc và tiền gửi - được ghi nhận khi chúng xảy ra và các giao dịch được tóm tắt để xác định số dư hiện tại, hàng tháng, dữ liệu được ghi trong sổ đăng ký được đối chiếu với một danh sách các giao dịch được ngân hàng yêu cầu.
Một hệ thống lưu trữ hồ sơ phức tạp hơn có thể xác định thêm các giao dịch - ví dụ như tiền gửi theo nguồn hoặc kiểm tra theo loại, chẳng hạn như đóng góp từ thiện, thông tin này có thể được sử dụng để lấy thông tin như tổng số đóng góp cho năm.
Điều quan trọng về ví dụ này là nó là một hệ thống, trong đó, tất cả các giao dịch được ghi lại một cách nhất quán, và cùng một cách đối chiếu ngân hàng được sử dụng mỗi lần.